# Дуло (оръжие)
Ду́ло е предният край, изходният отвор на цев на огнестрелното оръжие.
В специализираната литература, като правило, не се използва този термин. Употребяват се термините „изходно отверстие“ и „дулен срез“. Освен това, се използва в названието на устройствата „дулна спирачка“ и „дулен ускорител“ (всъщност те се закрепват на предния край на цевта на оръжието).
В разговорната реч и художествената литература думата „дуло“ се употребява често, имайки предвид цевта на оръжието. За професионалните военни и оръжейниците именоването на цевта на оръжието дуло предизвиква същата негативна реакция, както при инженерите-механици именуването на отворите „дупка“.
Формата и качеството на изпълнение на дулния срез силно влияят на групирането на попаденията при стрелбата със снайперска винтовка.
Съществуват сменяеми конични втулки при съвременните ловни гладкоцевни пушки за увеличаване групирането на попаденията при стрелба, т.нар. (шок /choke). При по старите модели се явяват несменяеми като фабрично изработено конично стеснение, обикновено в рамките на максимум 1 мм стеснение. Принципът на действие е ускоряване на потока в стеснението.